# ジェニー・ハニヴァー

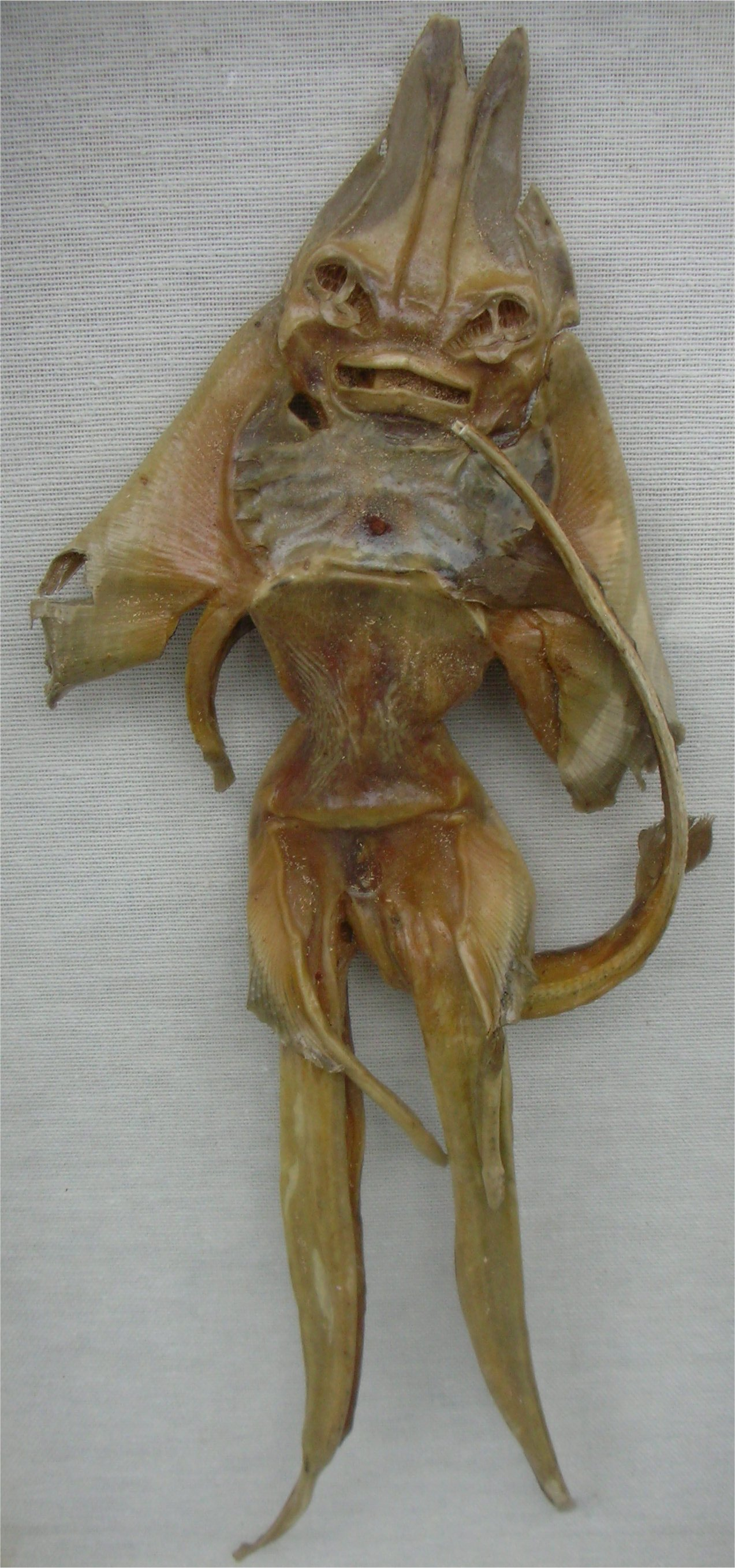
ジェニー・ハニヴァー

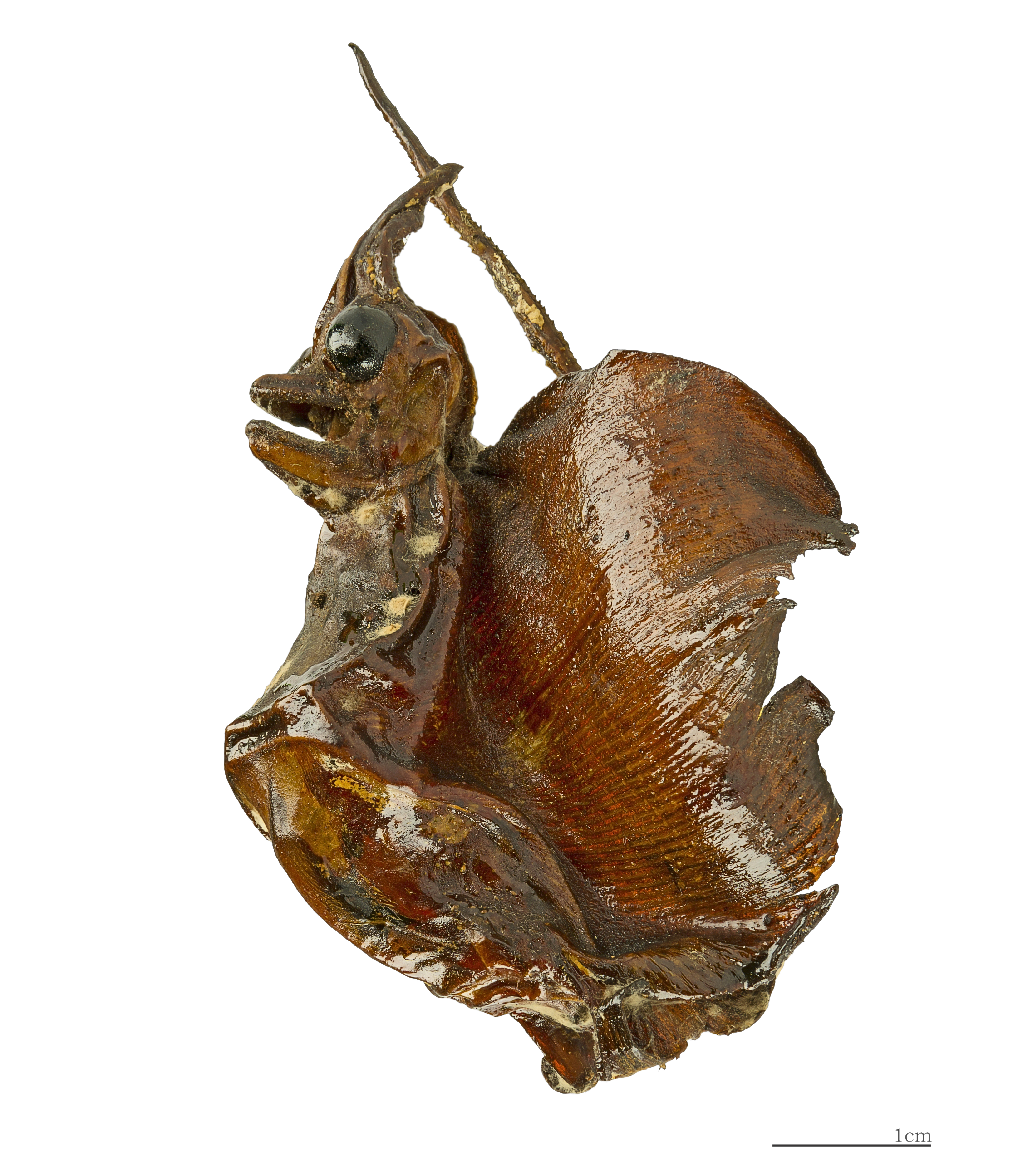
竜のような姿の作例

ジェニー・ハニヴァーまたはジェニー・ハニバー（英：Jenny Haniver）は、「海で捕獲された未確認生物の死体」としてヨーロッパの船乗りと収集家との間で売買されていた、海洋生物の乾燥標本である。未知の怪物、あるいは小型の宇宙人を連想させるような姿をしているが、その正体はエイの干物に保存処理等の加工を施したものである。

## 名称の由来
一説として、元はフランス語のジュン・ダンヴァ（jeune d'Anvers、アントワープの若者、の意）というフレーズが、イギリスの船員達のコックニー訛りによって「ジェニー・ハニヴァー」という人名のように呼ばれるようになったと言われる。

## 歴史
船員達はアントワープの船渠で、漁獲されたガンギエイやサカタザメ等のエイを加工してこれらの「未確認生物」を作り出してきた。翼や尾を備えた悪魔や小型のドラゴン、あるいは天使などに見えるように切り込みを入れ、さらにそれを乾燥させ干物とすることで正体を判別し辛くさせ、ニスを塗って標本に仕立て上げた。船員らは完成した「未確認生物の標本」を旅行者らに売ることで家計の補助としていた。これらの標本は、伝説上の怪物であるバジリスクやシーモンクの正体であるとも称されていた。
ジェニー・ハニヴァーについて最も早く解説した書物のひとつに、スイスの博物学者コンラート・ゲスナーの『動物誌』第4巻（1558年）が挙げられる。ゲスナーはその中で、「これらは単にエイを偽装したものに過ぎず、誤解されているような竜や怪物のミニチュアではない」と指摘している。
現在ではこの標本は博物学上の研究対象とされるようになり、ロンドン自然史博物館には、高さ54cm・幅29cmのジェニー・ハニヴァーが収蔵されている。その他、水族館での展示に供される場合もある。その印象については人によって「怖い」「かわいい」と様々であり、奇怪な外見からキーホルダーなどのグッズも作られている。

## 作成方法例
過去の作例を参考に、現代の道具・技術でジェニー・ハニヴァーの再現を試みた例では、次のような作成手順を用いている。
1. 用いるエイはガンギエイの仲間などの扁平で乾燥させやすい種が望ましい。新鮮なエイを酢とたわしで洗って表面のぬめりを取る。
2. 「顔」となる腹面に傷を付けないよう、背面の背骨の両側から包丁を入れ、内臓を抜き出す。
3. 飽和食塩水に漬け込んだ後、吸水シートを腹腔に詰めさらに全体を包み、冷蔵庫で一晩寝かせて脱水する。
4. 蝿を避けるため網に入れて天日干しにする。
5. ある程度乾いたら、ひれなどに切れ込みを入れ好みの形に整える。腐りやすい左右のえらを除去すると、本来エイにはない頸部のような形状を演出できる。
6. 「翼」「手足」「尾」などを好みにポージングして糸や洗濯ばさみで固定し、天日で本乾燥を行う。乾燥時間の短縮や年代感の演出のために、燻煙を行ってもよい。

## 日本での類例
ジェニー・ハニヴァーは欧米の文化であるが、ニホンザルと魚を縫合した乾燥標本を人魚のミイラと偽るなどの作例は日本にも存在した。「人魚のミイラ」は、静岡県富士宮市の天照教本社などに所蔵例がある。
エイの干物が不気味な見た目になることについては、SNS上で話題になったり、エイを干して干物を作るスマートフォンのアプリが登場したりしている。

## ギャラリー

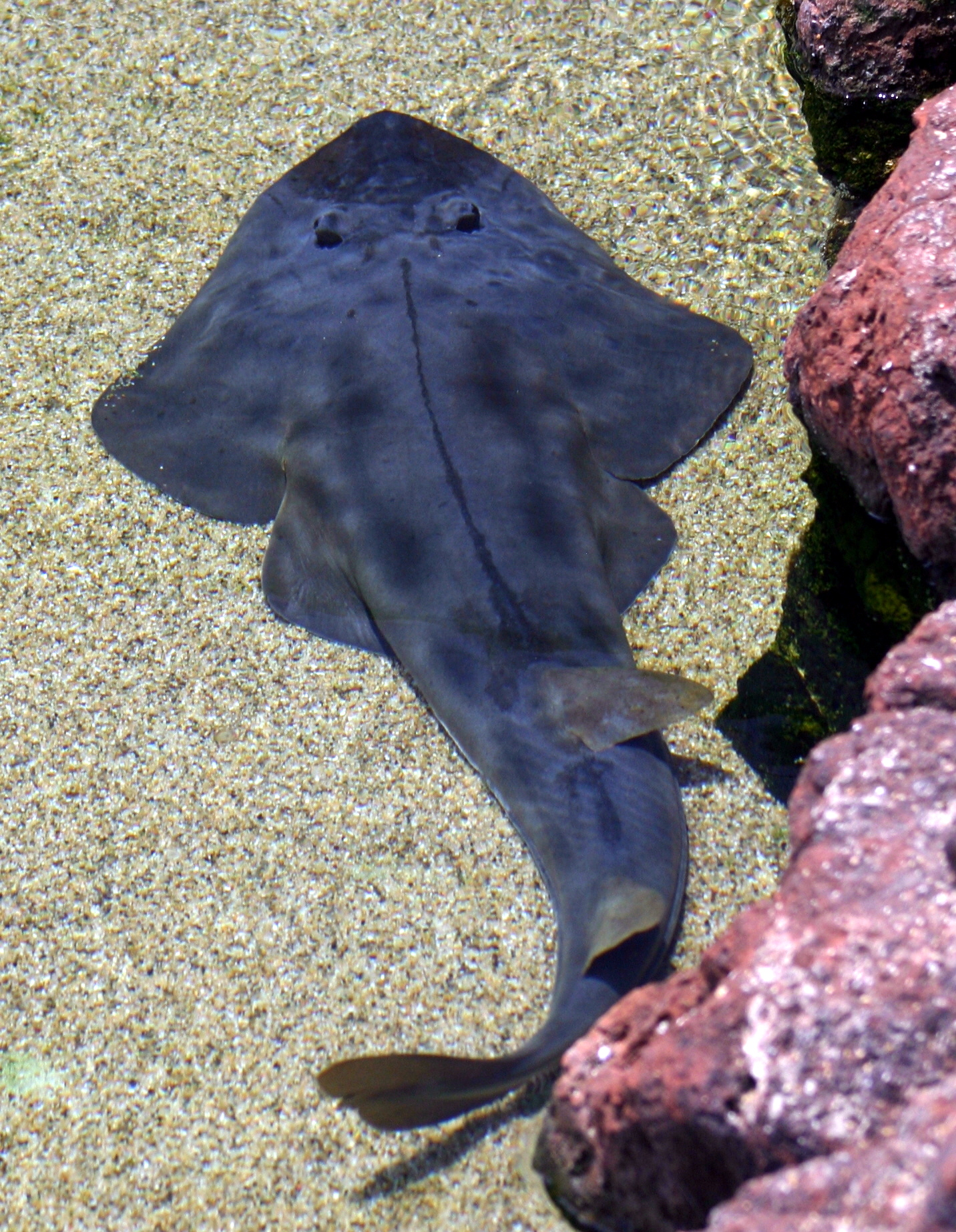
材料となるエイの一例（Rhinobatos productus）
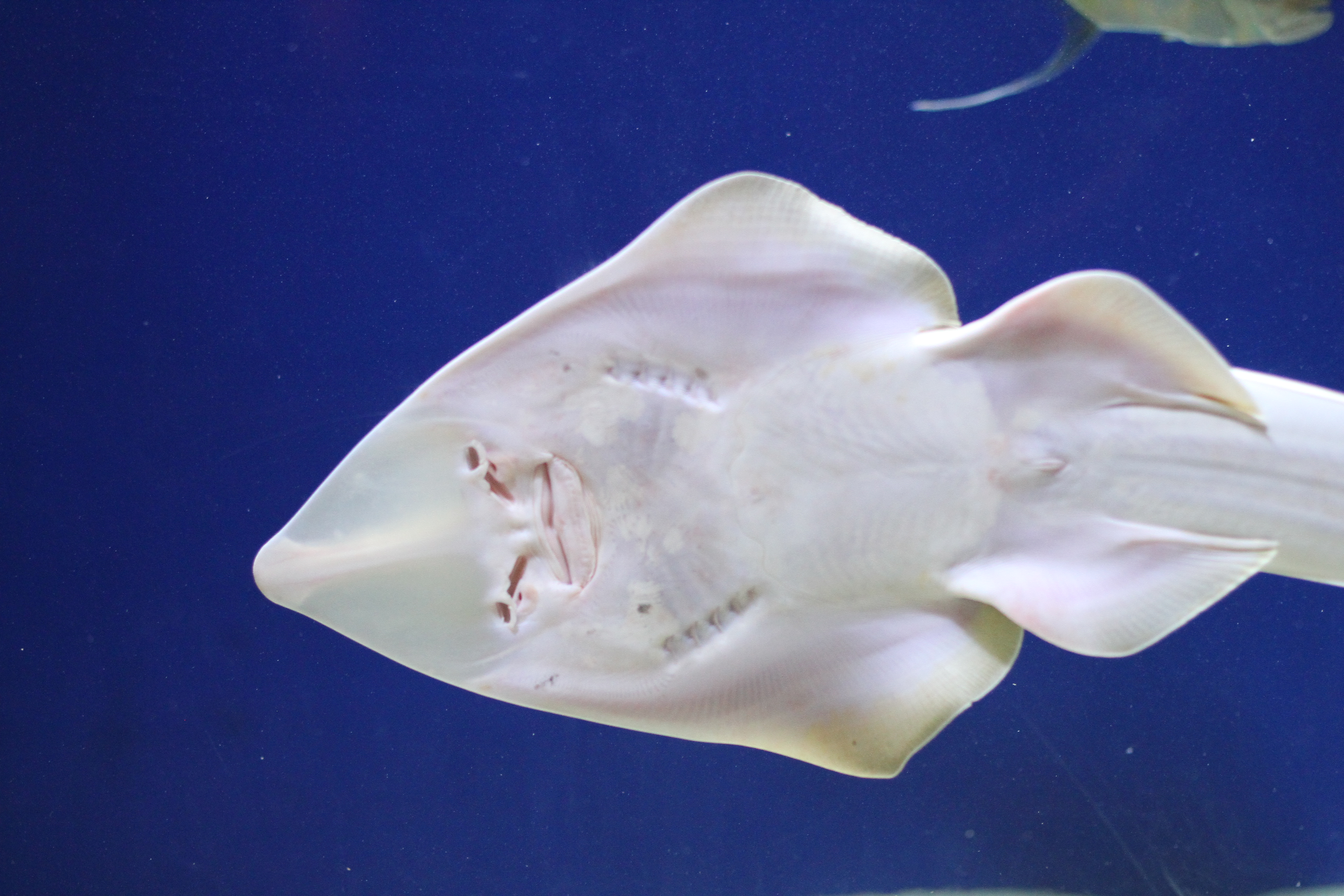
左記の種の腹面
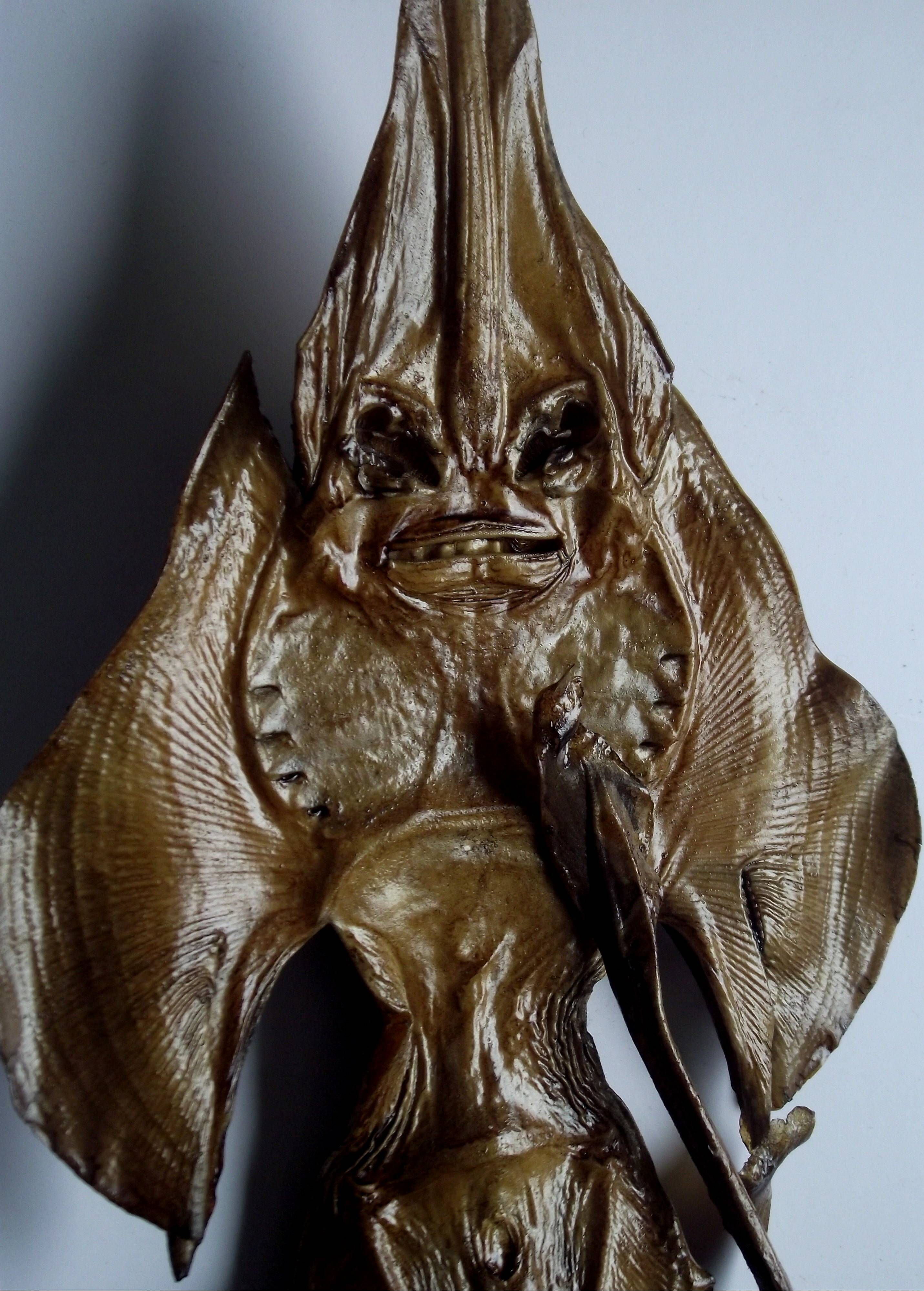
ジェニー・ハニヴァーの一例
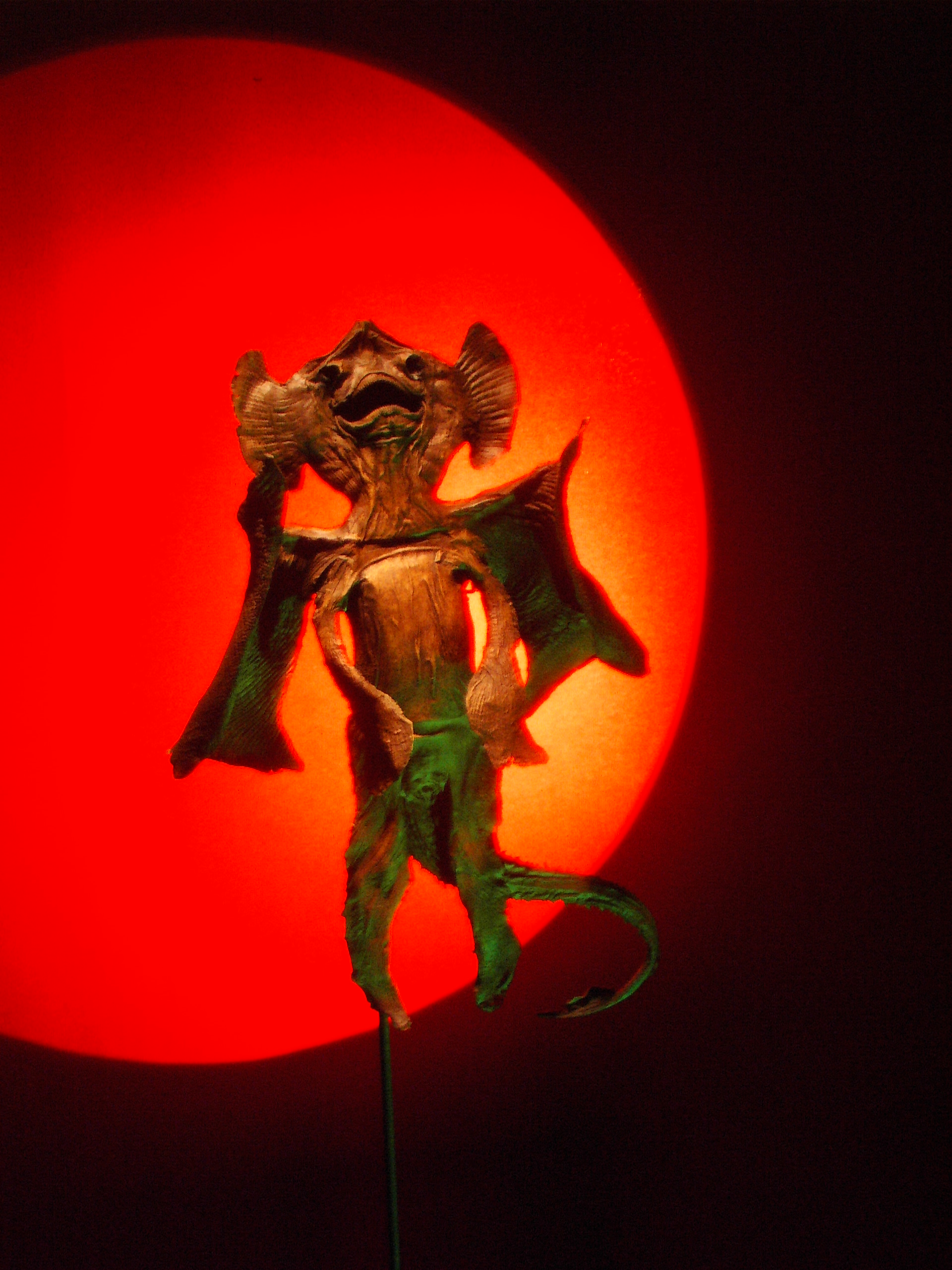
悪魔や怪物を連想させる作例
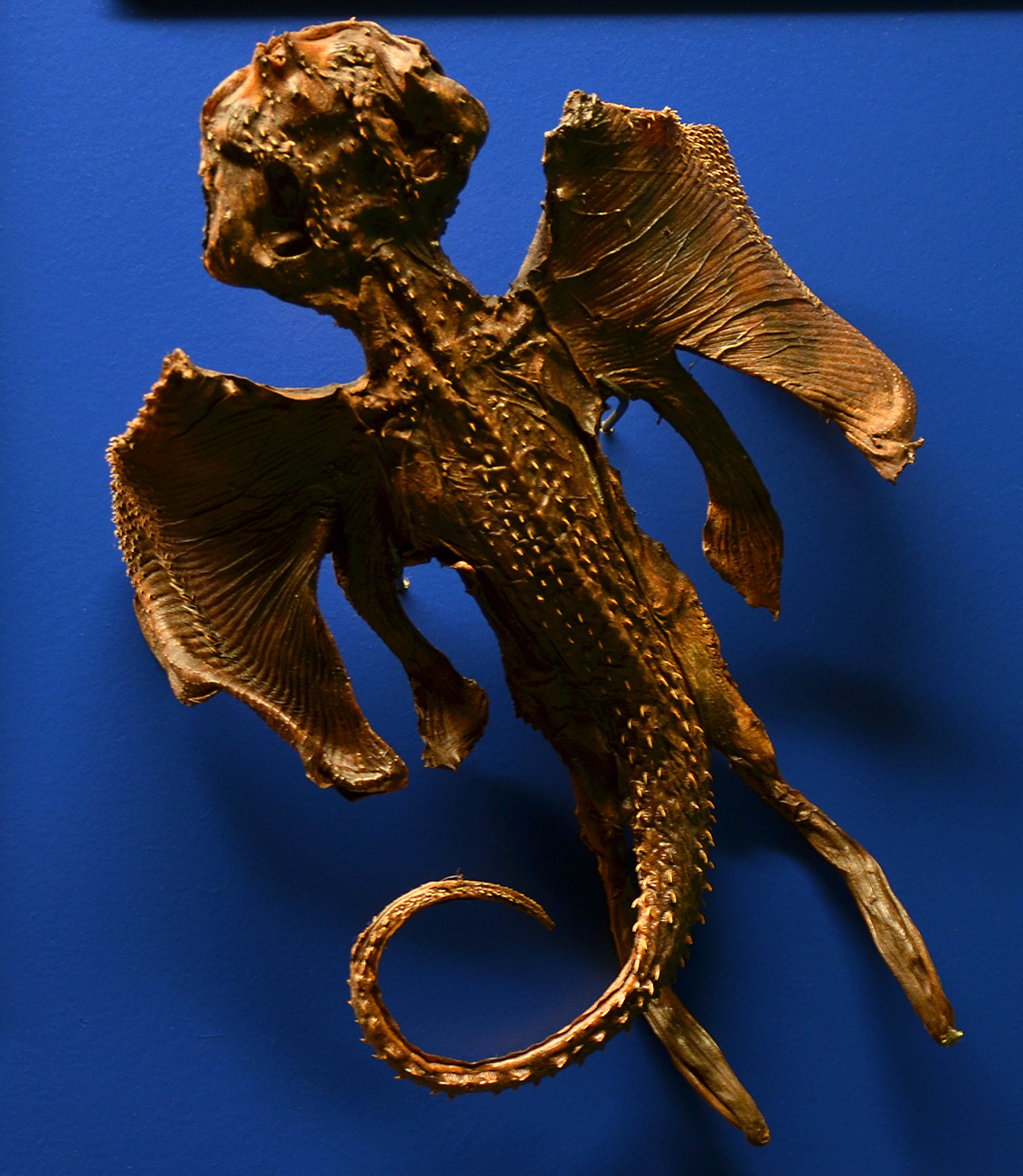
ジュネーブ自然史博物館蔵の作例